# ألان جاكسون
ألان جاكسون (بالإنجليزية: Alan Jackson)‏ (22 أغسطس 1938 في المملكة المتحدة - ) هو لاعب كرة قدم بريطاني في مركز الهجوم. لعب مع برايتون أند هوف ألبيون ونادي بوري ووولفرهامبتون واندررز.

## وصلات خارجية
- ألان جاكسون على موقع قاعدة بيانات كرة القدم.إي يو (الإنجليزية)